# .me

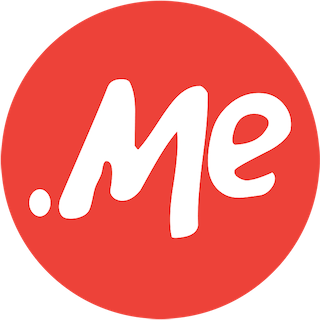
.me 注册局 DoMEn 用于标识 .me 域名的图标

.me是蒙特內哥羅國家及地區頂級域（ccTLD）的域名。

## 簡介
蒙特內哥羅於2006年6月3日從塞爾維亞和黑山獨立，以順應一場公民投票的結果。此前，該地區使用二級域「.cg.yu」，而「.cs」則在南斯拉夫解體後，被分配為塞爾維亞和黑山的頂級域，但未獲官方使用。在2006年9月，蒙特內哥羅獲國際標準化組織配以ISO 3166-1碼「ME」。
域名 .me 在 2006 年 6 月成为独立国家后，作为国家代码分配给黑山。但是，黑山政府在考虑了该域名的潜在全球吸引力后，决定将 .me 作为通用名称运营。
以下地区的黑山公民和公司可以获得三级注册：
- .co.me – 无限制注册，但适合公司
- .net.me – 无限制注册，但适合互联网服务提供商
- .org.me – 无限制注册，但适用于民间组织和协会
- .edu.me – 教育机构，如小学和高中
- .ac.me – 学术和高等教育组织，如大学;黑山大学将 ucg.ac.me 作为主要域名
- .gov.me – 州和政府当局
- .its.me 或 .priv.me – 无限制注册，但适合个人使用

## 外部連結
- IANA .me whois information（页面存档备份，存于）